# خالد صالح (لاعب كرة قدم قطري)
خالد صالح من مواليد 18 يوليو 1979 لاعب كرة قدم قطري يجيد اللعب في خط الدفاع .
لعب سابقاً مع نادي قطر .

## روابط خارجية
- خالد صالح على موقع ناشيونال فوتبول تيمز (الإنجليزية)
- خالد صالح على موقع Soccerway.com (الإنجليزية)